# Maison de Goude Huyve
Pour les articles homonymes, voir Goude.
La maison « de Goude Huyve » est une maison de style baroque située au numéro 17 de la Petite rue au Beurre à Bruxelles en Belgique, adossée à l'église Saint-Nicolas, à quelques dizaines de mètres de la Grand-Place.

## Historique
La maison de Goude Huyve fut initialement construite rue de l'Étuve, au coin de l'impasse Verheven (ou du Corbeau), après le bombardement de Bruxelles par les troupes françaises commandées par le maréchal de Villeroy en août 1695.
En 1929, elle est démontée et remontée à l'angle de la rue au Beurre et de la Petite rue au Beurre, contre la façade méridionale de l'église Saint-Nicolas sous la conduite de François Malfait, architecte de la Ville de Bruxelles à qui l'on doit également la restauration de la « Maison de Sainte-Barbe » sur la Grand-Place ainsi que celle, en 1938, de la « Maison de la Tête d'Or », située à un des angles de la Grand-Place.
On constate toutefois, en observant la maison à son emplacement d'origine, que le bâtiment a été largement remanié et rendu plus étroit lors de sa réédification (afin qu'il puisse être mis dans l'emplacement prévu entre le porche de l'église et la première maison de la Petite rue au Beurre).
À l'heure actuelle, son rez-de-chaussée abrite un commerce.

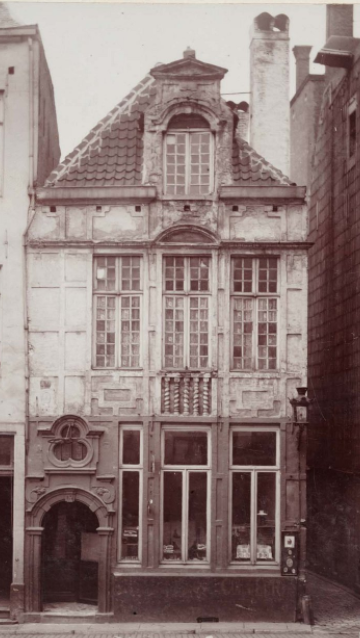
La maison à son emplacement primitif, rue de l'Étuve.
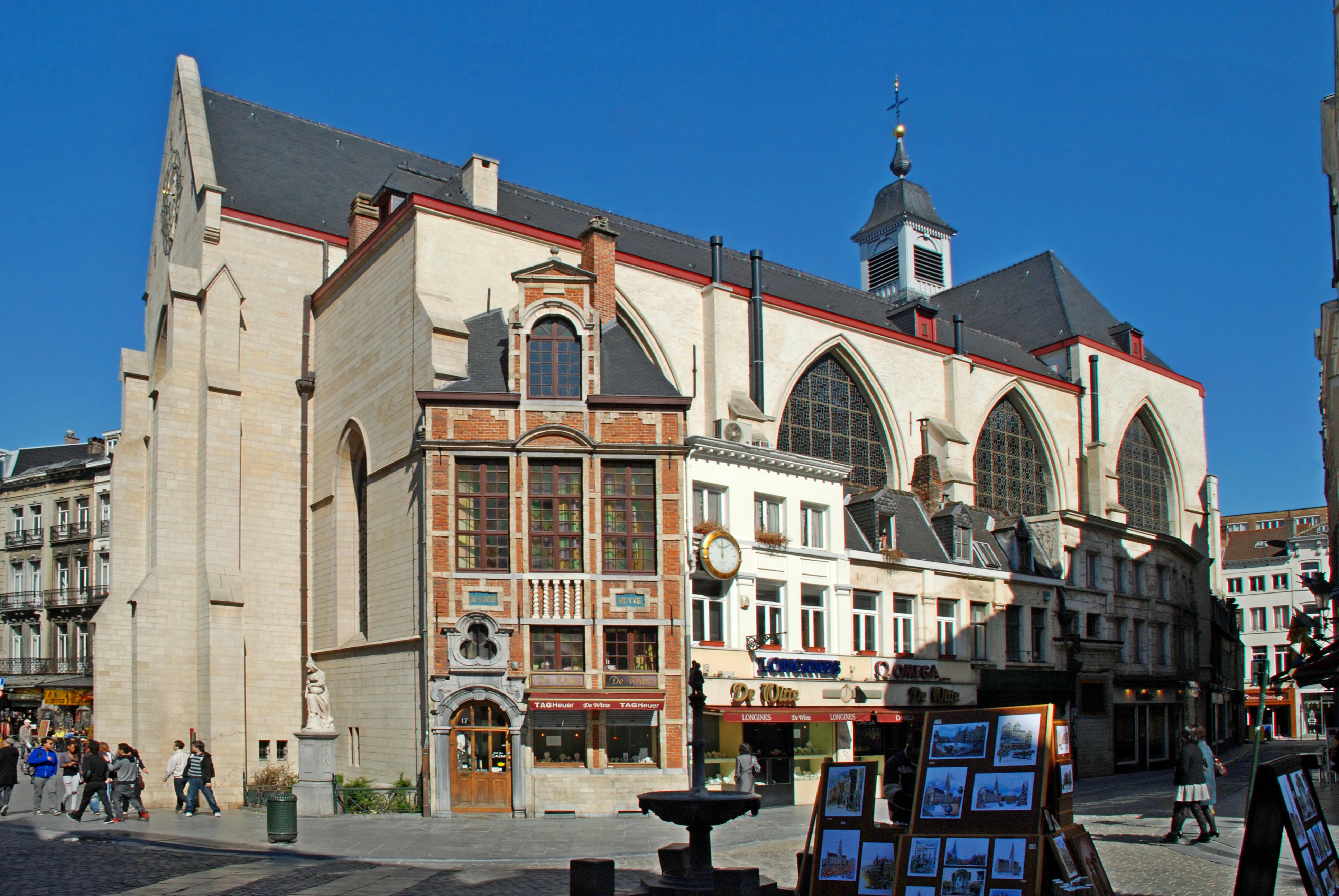
La maison « de Goude Huyve » adossée à l'église Saint-Nicolas.
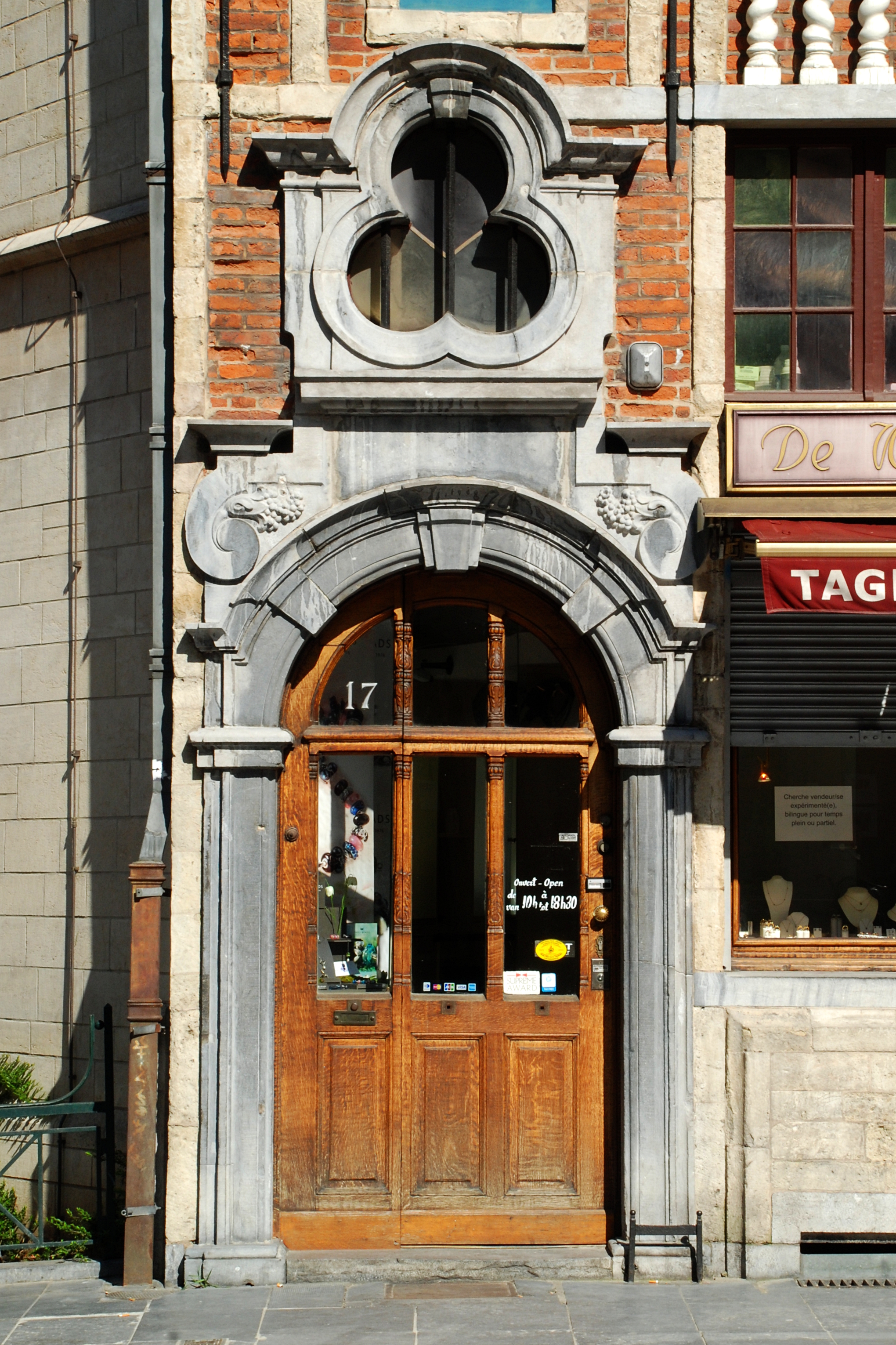
La porte.

## Classement
La maison et ses voisines font l'objet d'un classement au titre des monuments historiques comme ensemble depuis le 20 septembre 2001 sous la référence 2043-0004/01.

## Architecture
Le charme de la façade réside dans l'harmonieuse combinaison des matériaux de couleurs différentes : la brique orange, la pierre bleue (porte et appuis de fenêtres) et la pierre blanche (soubassement, encadrements latéraux des fenêtres et bandeaux horizontaux de pierre). La façade est compartimentée en un grand nombre de panneaux de briques cloisonnés par la pierre de taille.
Cette façade de trois travées possède un rez-de-chaussée, un entresol, un étage et une haute lucarne passante.
Le rez-de-chaussée présente une porte baroque cintrée en pierre bleue à impostes et clefs d'arcs saillantes. Cette porte est ornée de volutes baroques et de grappes de fruits et est surmontée d'une fenêtre à encadrement trilobé en pierre bleue, à hauteur de l'entresol.
Le premier étage est orné de grandes fenêtres à croisillons de bois dont les allèges sont ornées de balustres torses, pour la travée centrale, et de cartouches, pour les travées latérales. Ces cartouches, encadrés de pierre de taille, affichent le nom de la maison en lettres d'or sur fond bleu. À cet étage, la façade est striée horizontalement de bandeaux de pierre de taille, pierre bleue au niveau des appuis et des sommets de fenêtre, pierre blanche pour le reste.
La fenêtre de la travée centrale est surmontée d'un petit fronton courbe, lui-même surmonté d'une haute lucarne passante à fenêtre cintrée sous larmier, sommée d'un fronton triangulaire couronné par une boule de pierre.

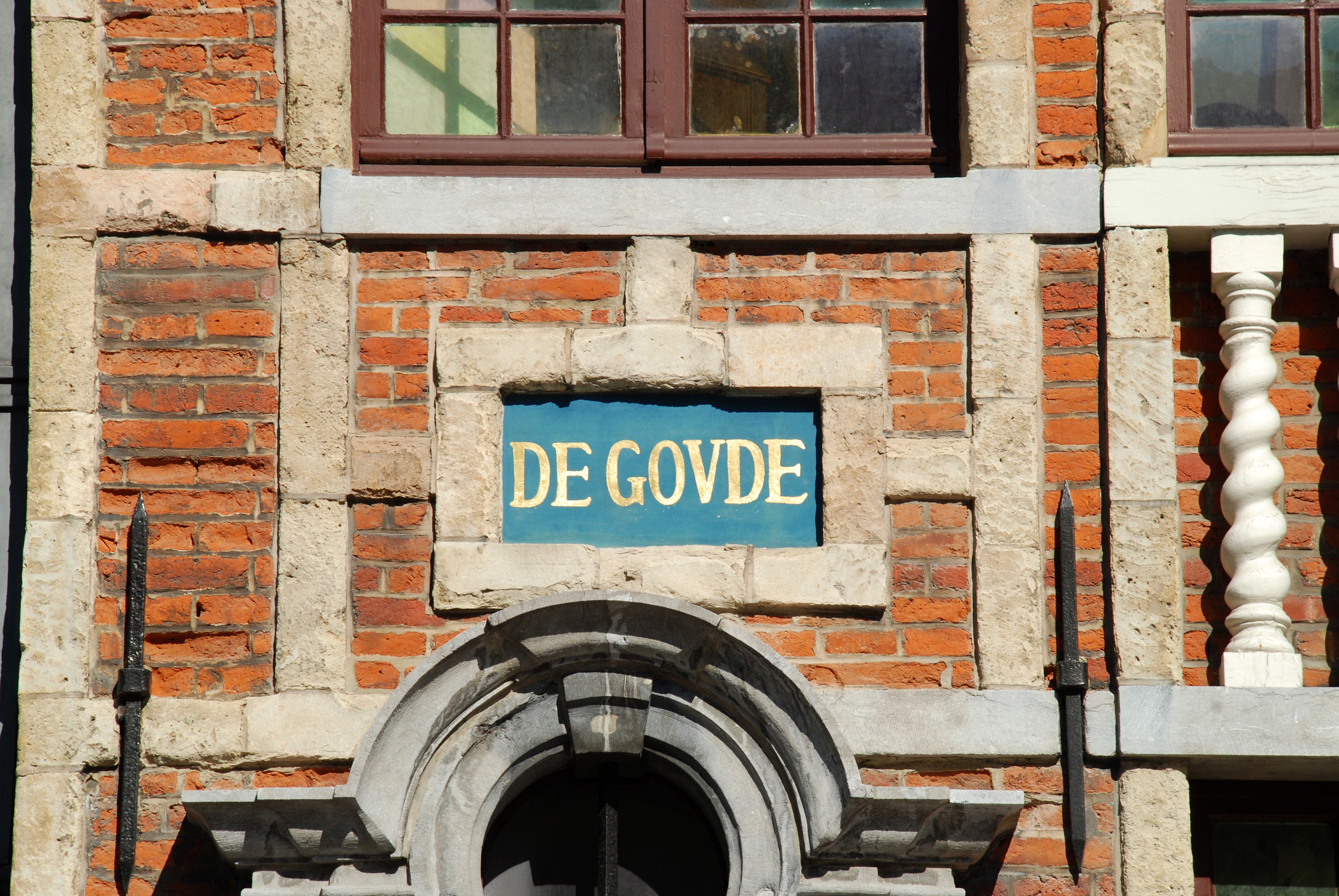
Cartouche gauche.
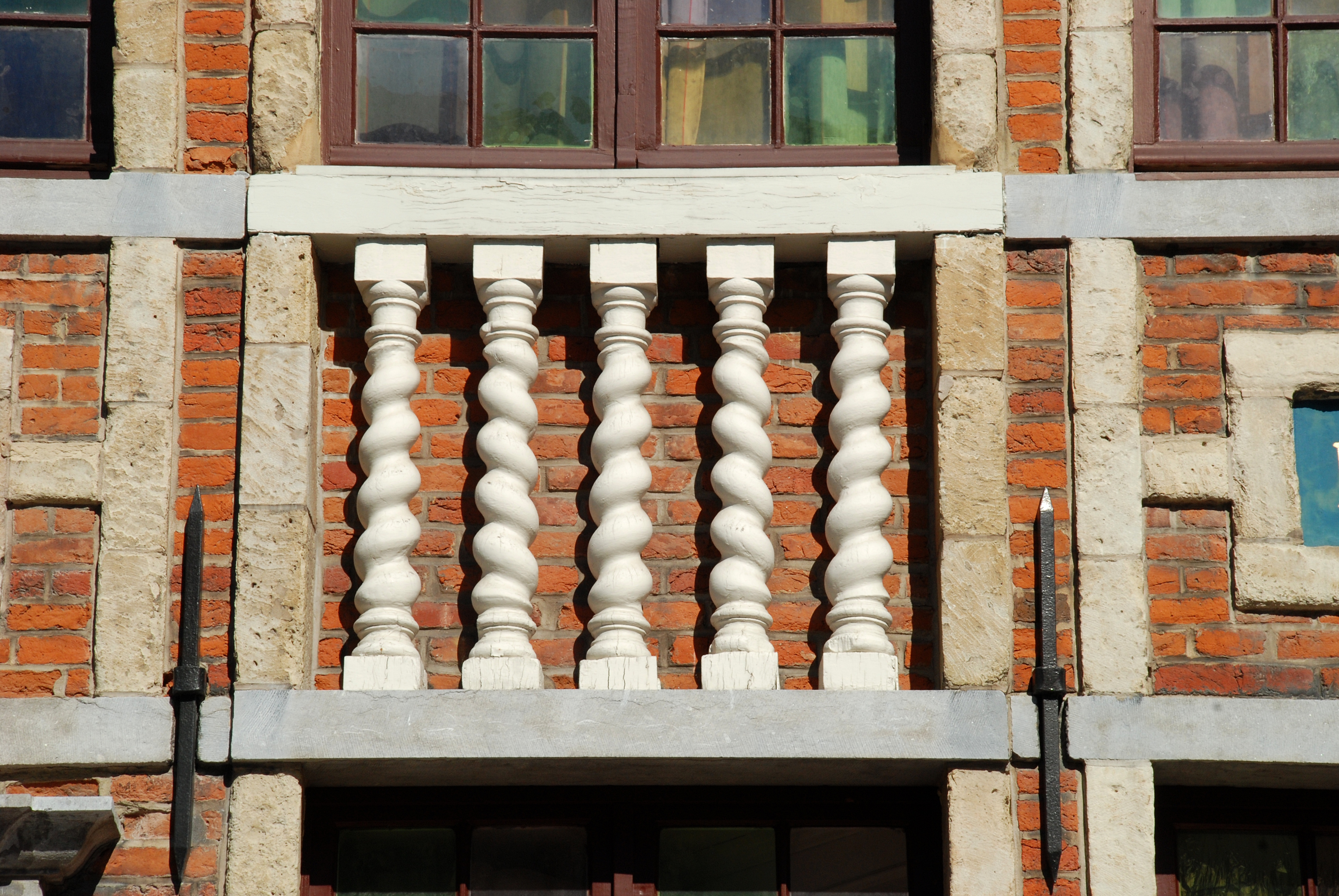
Allège ornée de balustres torses.
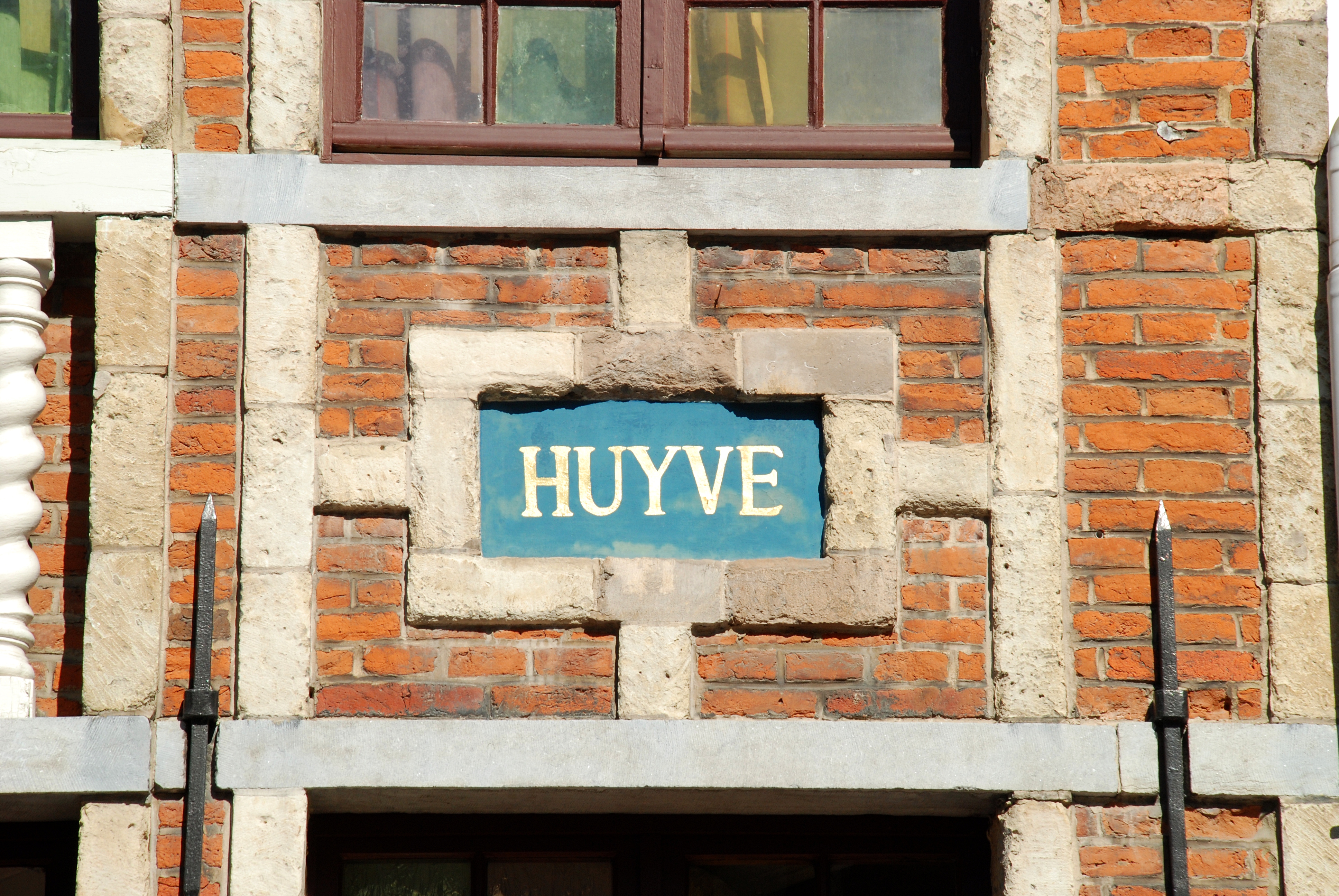
Cartouche droit.